# Ісмаїл Азгарі
Ісмаї́л Азга́рі (*1900 — †1969) — державний та політичний діяч Судану.
Народився 20 жовтня 1900 року в місті Омдурман в сім'ї каді (судді) Дарфуру. В 1919 році закінчив Гордон-коледж в Хартумі, в 1927 році — Американський університет у Бейруті. Один із засновників, перший секретар, з 1940 року голова створеної 1938 року патріотичної організації Генеральний конгрес випускників. В 1943 році заснував та очолив партію Ашикка. В кінці 1952 року став лідером Національно-юніоністської партії. Після перемоги її на парламентських виборах в листопаді 1953 року став прем'єр-міністром першого національного уряду.
Проводив політику відмови від тісних зв'язків з Єгиптом та добивався досягнення повної незалежності Судану. В лютому 1956 року очолив перший уряд незалежного Судану. Після розколу юніоністської партії в результаті виходу з неї низки депутатів та міністрів — членів партії суданський парламент в липні 1956 року виніс вотум недовіри уряду. В 1961—1962 роках Азгарі у засланні на півдні країни. З 10 червня 1965 по 25 травня 1969 року — голова Вищої державної ради (президент Судану). Від грудня 1967 до травня 1969 року очолював Юніоністсько-демократичну партію, створену в грудні 1967 року. Повалений у результаті державного перевороту в травні 1969 року та ув'язнений. Помер у в'язниці 26 серпня 1969 року в Хартумі.